# Чекон (река)
Чекон (устар. Шаконь, Шеккон, Шекон, Шикон) — река в Краснодарском крае России. Впадает в реку Капиляпсин, которая впадает в систему водоёмов рыбопитомника, расположенную вдоль русла Кубани. Устье сильно канализировано. Длина реки — 12 км.
По большей части водотока проходит граница между МО «Город-курорт Анапа» и Крымским районом. На реке расположены хутора Чекон и Верхний Чекон.
Высота истока — 185 м над уровнем моря. Система водного объекта: Кубань → Азовское море.
Название реки точно не ясно. По мнению Ковешникова, название могло произойти от адыг. Шыкъэ (шы — «конь», къэ — «могила») или адыг. Шыкъо (къо — «долина, речка»). По реке названы населённые пункты.

## Данные водного реестра
По данным государственного водного реестра России относится к Кубанскому бассейновому округу, водохозяйственный участок реки — Варнавинский Сбросной канал, речной подбассейн реки — подбассейн отсутствует. Речной бассейн реки — Кубань.